# حدیث سلسلةالذهب
حدیث سلسلةالذهب عنوان احادیثی است که به اعتقاد شیعیان، امامان آن‌ها، آن حدیث را از پدرانشان از پیامبر اسلام نقل می‌کنند. اما به‌طور خاص حدیث سلسلةالذهب، حدیثی است که از علی بن موسی الرضا به هنگام ورودش به نیشابور نقل شده و عده کثیری از محدثان و راویان شیعه و سنی آن را ثبت کرده‌اند. این حدیث به «حدیث حصن» معروف است. سلسلةالذهب به معنی زنجیرهٔ طلا است. در منابع حدیثی پیرامون سند و دیدگاه‌های عالمان و محدثان شیعی و سنی دربارهٔ این حدیث گزارش‌هایی آمده‌است که از میان خصوصیات آن به حدیث قدسی، متواتر، مسلسل و مسند بودن آن اشاره کرده‌اند. 

## معرفی
از میان احادیث سلسلةالذهب دو روایت مشهور از علی بن موسی الرضا وجود دارد که یکی از آنها به نام «حدیث حِصن» معروف است و دیگری را «حدیث ایمان» نامیده‌اند. محل صدور این دو حدیث، در جریان سفر علی بن موسی به مرو و در شهر نیشابور عنوان شده‌اند. تعداد گزارش‌گران این ماجرا در منابع مختلف حدیثی؛ ده هزار، بیست هزار و سی هزار نفر گزارش شده است که روایت بیست هزار نفر مشهورتر است. بنا به گفته طبسی از پژوهشگران شیعه، از بررسی احادیثی که از علی بن موسی صادر شده‌اند؛ معلوم می‌شود که روش او روایت الأبناء مِن الآباء — پسران از پدران — بوده‌است. مجموع این روایات در صحیفه‌ای با عنوان مسند الرضا جمع آوری گردیده‌است. این مجموعه در نزد اهل سنت نیز معتبر و به لحاظ سند صحیح می‌باشد.

## حدیث حصن
در منابع اسلامی دو روایت با نام حدیث سلسلةالذهب از علی بن موسی گزارش شده‌است که این دو روایت از نظر دلالت مختلف ولی از لحاظ سند یکسان هستند. بنا به عقیده ابن حجر هیثمی شافعی حدیث حصن و حدیث ایمان دو واقعه جداگانه بوده‌اند و در دو مرحله از اقامت علی بن موسی در نیشابور صادر شده‌است. با توجه به قراین و شواهدی که در منابع اهل سنت موجود است؛ حدیث ایمان در زمان ورود او به نیشابور و حدیث حصن هنگام خروج از آن شهر گفته شده‌است. به جهت اینکه در سلسله سند این حدیث از علی بن موسی تا پیامبر اسلام، امامان شیعه قرار دارند، این حدیث در نزد شیعه «سلسلة الذهب» و در میان اهل سنت به «حدیث مسلسل بالاشراف» شهرت یافته‌است. «حدیث حصن» از نظر محتوا دربردارنده دو مطلب است: شناخت کلمه لا اله الا الله و اقرار به توحید که علی بن موسی آن را به قلعه و حصاری ایمن از عذاب خدا توصیف می‌کند. دیگری مقام ولایت و معرفتِ به امامت که به عنوان شرط لازم برای ورود به این قلعه معرفی گردیده‌است.

### متن حدیث حصن
«حدیث حصن» در سال ۲۰۰ هجری توسط علی بن موسی الرضا هنگامی‌ که به دستور مأمون از مدینه به مرو سفر می‌کرد؛ در شهر نیشابور بیان شده‌است. زمانیکه کاروان علی بن موسی به نيشابور و در محله‌ای از آن رسید، گروهی از عالمان و محدثان نیشابور از آمدن او باخبر شدند. آنها به همراه عده زیادی از مردم در وسط بازار نیشابور و بر سر چهار راهی که به آن مَربعَه می‌گفتند؛ جمع شدند و از علی بن موسی درخواست کردند از احاديثى‌ كه‌ از پدر خود شنيده‌‌است‌؛ برای آنها بگوید. او نیز پس از توقفی کوتاه، چنین بیان کرد: شنیدم از پدرم، از پدرش جعفر بن محمد، از پدرش محمد بن علی، از پدرش علی بن الحسین، از پدرش حسین بن علی، از پدرش علی بن ابی‌‌طالب که او به نقل از پیامبر اسلام از جبرئیل که او گفت شنیدم از خداوند: «جمله لا اله الّا الله دژ من است. پس هر کس آن را بگوید، در دژ و حصار من داخل شده و از عذابم در امان خواهد بود.» به نقل از محمد خواجه پارسای بخاری حنفی، در ادامه حدیث آمده‌است که مرکب به حرکت درآمد و مسافتی را طی کرد. پس علی بن موسی سر از خرگاه بیرون آورد و گفت: «آگاه باشید، شروطی دارد و من از شروط آن هستم.» او همچنین در پایان روایت می‌آورد که گفته شده‌است از شروط کلمه اخلاص، اقرار به واجب بودنِ اطاعت از اوست.
معتبرترین گزارشی که از توقف علی بن موسی در نیشابور وجود دارد؛ روایتی از عبدالسلام بن صالح ابوصلت هروی است. او در این روایت صدور «حدیث حصن» از علی بن موسی را با بیانی دقیق و با توجه به کوچک‌ترین جزئیاتش ثبت کرده‌است. در روایت او با اندکی اختلاف در متن با روایت پیشین چنین آمده است: 
در سفر علی بن موسی به مرو همراه او بودم. بعد از مدتی توقف در نیشابور بر استری سیاه و سفید سوار شد و قصد خروج از شهر داشت که به ناگاه محمد بن رافع، احمد بن حرب، یحیی بن یحیی، اسحاق بن راهویه و چند نفر دیگر از دانشمندان شهر، دهانه استر او را گرفته و گفتند: «به حق اجداد پاکت، حدیثی را از پدرت برای ما نقل کن.» علی بن موسی نیز سر از کجاوه بیرون آورد؛ درحالیکه بر سرش دستاری از خز منقش و دورو بود. رو به جمعیت قول خداوند را با واسطه پدرانش بدین گونه گفت: «منم خدایی که نیست جز من خدایی؛ پس مرا عبادت کنید. هرکس «لا اله الا الله» بگوید، در قلعه من داخل شده‌است و هر کس در قلعه من داخل شود؛ از عذاب من در امان است.»
شیخ صدوق در ادامه همان روایت، به نقل از اسحاق بن راهویه آورده‌است که علی بن موسی پس از حرکت مرکب و پیمودن قدری راه، عبارت «بِشُروطِها وَ اَنَا مِنْ شُروطِها» را در تاکید جمله قبلش گفته‌است. همچنین شیخ طوسی گزارش هر دو مضمون حدیث حصن را درحالی آورده‌است که در پایان متن روایت اباصلت هروی، پرسش و پاسخی از جانب راویان و علی بن موسی مطرح شده‌است. بنا به این نقل، علی بن موسی الرضا در جواب به پرسش از معنای شهادت در اخلاص، آن را به طاعت از خدا و پیامبر او و ولایت اهل بیت پیامبر تعبیر کرده‌است.
در نقل سوم این حدیث، علی بن عیسی اربلی در کتابش این حدیث را از حاکم نیشابوری گزارش کرده‌است که در این خبر به توصیفاتی از کجاوه علی بن موسی، مکان بیان حدیث، مدت زمان توقف در آن مکان، نام درخواست کنندگان و حالات مردم در دیدار با علی بن موسی به تفصیل اشاره شده‌است. تفاوت این نقل قول با سایر اقوال در این است که محدثان نیشابور، علاوه بر درخواست بیان حدیث، از او خواستند که چهره خود را به مردم نشان دهد. حاکم نیشابوری تعداد نویسندگان را بیست و چهار هزار نفر عنوان می‌کند که درمیان آنها از ابو زرعه رازی و محمد بن اسلم نام برده شده‌است.

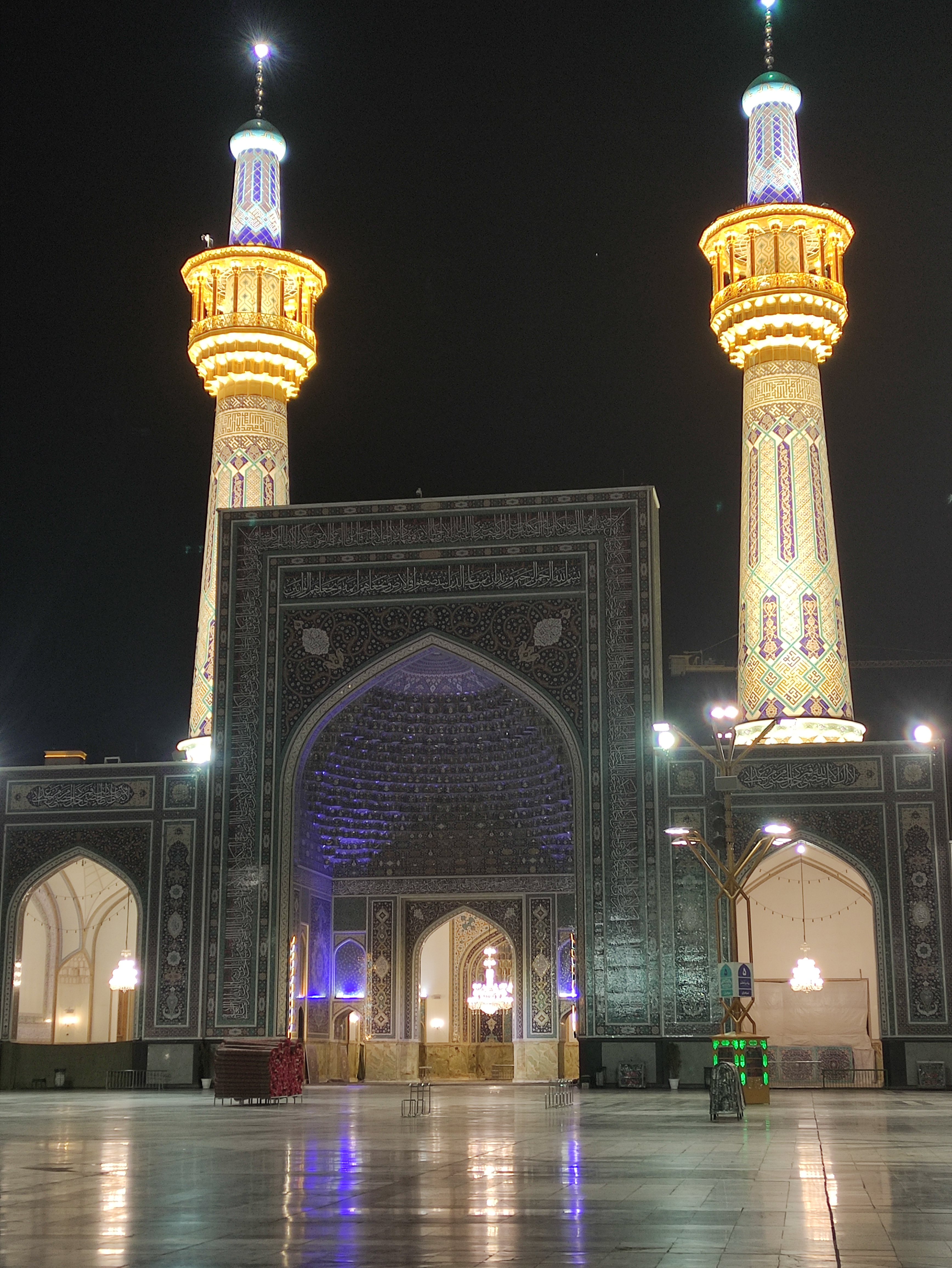
نمایی از صحن جامع پیامبر اعظم در حرم امام رضا که حدیث سلسلةالذهب بر سر در یکی از ورودی‌های آن نوشته شده‌است. (سمت راست تصویر)

### سند حدیث حصن
با وجود اینکه ماجرای ورود علی بن موسی به نیشابور و «حدیث حصن» را بیش از ده هزار تا سی هزار نفر نوشته‌اند، ولی اسناد این حدیث در طول تاریخ به دلایل مختلفی مفقود شده‌است و در میان منابع اهل سنت فقط روایت پنجاه نفر از آنان — قرن سوم تا زمان معاصر — باقی مانده‌است. روایت اباصلت هروی از معروف‌ترین اقوال درباره این حدیث است. علاوه بر اباصلت هروی افراد دیگری نیز از راویان این حدیث به‌شمار می‌آیند. به گزارش طبسی پژوهشگر شیعی، نام تعدادی از این افراد عبارتند از: محمد بن علی الجواد، احمد بن عامر طائی، احمد بن عیسی علوی، احمد بن علی بن صدقه، محمد بن عمر واقدی، ابو زرعه رازی، محمد بن اسلم طوسی، اسحاق بن راهویه مروزی، محمد بن رافع قشیری، احمد بن حرب نیشابوری، یحیی بن یحیی.
این روایت به دلیل اهمیت موضوعش، مورد توجه بسیاری از نویسندگان و محدثان در طول تاریخ بوده‌ و به تواتر گزارش‌های مختلفی از آن در منابع اولیه و قدیمی، منابع جدید، تذکره‌ها و کتاب‌های تاریخی و نیز کتاب‌هایی که به شرح زندگی پیشوای هشتم شیعیان پرداخته، آمده‌است. این حدیث را محمد بن علی بن بابویه، معروف به شیخ صدوق در کتاب‌های عیون اخبار الرضا و توحید و معانی الاخبار نقل کرده و اسنادش تا امامان شیعه را بیان کرده‌است. شیخ طوسی نیز آن را با دو سند و دو مضمون در کتاب امالی خویش آورده‌است. به گفته عرفان منش پژوهشگر شیعی، کلینی در اصول کافی، شیخ مفید در الارشاد، اربلی در کشف الغمّة فی معرفة الائمة، مجلسی در بحارالانوار، عطاردی در مسند الامام الرضا، محدث قمی در منتهی الآمال، مقدس اردبیلی در حدیقة الشیعة، فتال نیشابوری در روضة الواعظین، بحرانی در مدینة المعاجز، ابن صباغ در الفصول المهمة و حاکم نیشابوری در تاریخ نیشابور از جمله افرادی هستند که این حدیث را آورده‌اند. زندگانی سیاسی هشتمین امام؛ تالیف جعفر مرتضی عاملی و حیات فکری و سیاسی امامان شیعه نوشته رسول جعفریان، از کتاب‌های معاصری است که در ضمن شرح زندگی علی بن موسی به حدیث حصن در آنها اشاره شده‌است.

## حدیث ایمان
علی بن موسی این حدیث را به هنگام ورود به نیشابور به نقل از پدران خویش از پیامبر اسلام بیان کرده‌است. مانند حدیث حصن به حدیث سلسلةالذهب معروف و مشهور است. گزارش این حدیث در منابع حدیثی اهل سنت با پنجاه و هفت طریق آمده‌است. نام اباصلت هروی نیز در میان راویان این حدیث ذکر شده‌است. علی بن موسی در این حدیث به تعریف ایمان پرداخته و سه رکن اساسی آن را با حفظ ترتیب به باور و شناخت قلبی، اقرار به زبان و عمل با اعضا منحصر کرده‌است.

### متن حدیث
بر اساس گزارش محدثان و مورخان هنگامیکه علی بن موسی سوار بر استری خاکستری رنگ وارد نیشابور شد. بسیاری از علما و محدثان اهل سنت به استقبال او رفتند. آنها از علی بن موسی که چهره خود را پوشانده بود؛ خواستند که صورت خود را به مردم نشان دهد و از اجدادش حدیثی را بگوید. او نیز به درخواستشان توجه کرد و این حدیث را به این مضمون بیان کرد: «از پدرم، از پدرش جعفر بن محمد، از پدرش محمد بن علی، از پدرش علی بن الحسین، از پدرش حسین بن علی، از پدرش علی بن ابی‌طالب و او از پیامبر اسلام که گفت: «ایمان شناخت قلبی، اقرار به زبان و عمل با اعضاست.»

### سند حدیث
این حدیث یکی از احادیث جامعی است که در نزد عام و خاص مقبول و پذیرفته‌شده‌است. بسیاری از بزرگان اهل سنت به گزارش این حدیث در کتاب‌های خویش پرداخته‌اند. ابو نعیم اصفهانی در کتاب تاریخ اصبهان، حاکم نیشابوری در تاریخ نیشابور و هیتمی در الصواعق المحرقه در گروه افرادی هستند که شرح حدیث ایمان را نقل کرده‌اند. از میان راویانی که حدیث ایمان را از علی بن موسی نقل کرده‌اند، فقط روایت چهل و هشت راوی تا زمان معاصر باقی مانده‌ و در منابع حدیثی موجود است. از این گروه راویان، اباصلت هروی، محمد بن سهل بن عامر بجلی، محمد بن زیاد سلمی، محمد بن اسلم کندی، داود بن سلیمان قزوینی، علی بن ازهر سرخسی، هیثم بن عبدالله، احمد بن عباس صنعانی، احمد بن عامر طائی، اسحاق بن راهویه، محمد بن رافع، احمد بن حرب، یحیی بن یحیی و ابوزرعه رازی چهارده نفری هستند که این حدیث را به‌طور مستقیم از علی بن موسی گزارش کرده‌اند. در منابع شیعی اسناد حدیث به شکل متواتر آمده‌است و از نظر رجال شیعه سند این حدیث صحیح یا دست کم موثق محسوب می‌شود. از بین عالمان شیعه شیخ صدوق حدیث ایمان را با شش طریق در امالی و با چهار طریق در الخصال آورده‌است. شیخ طوسی حدیث مذکور را با چهار طریق غیر از طرق حدیث شیخ صدوق بیان می‌کند. این حدیث در آثار متأخر شیعی مانند بحارالانوار مجلسی ذکر شده‌است. طبسی پژوهشگر شیعی، از موسی بن جعفر و جعفر بن محمد از امامان شیعه و بعضی از صحابه و تابعین از گویندگان حدیث ایمان نام برده‌است که این روایات از نظر متنی با هم یکسان هستند. او این مطابقت متنی را نشان‌دهنده جعلی نبودن و صحت این حدیث می‌داند.

### کاربرد و اهمیت حدیث
حدیث ایمان دارای اسناد متعدد و معتبر می‌باشد و از طریق راویان زیاد و به طرق مختلفی نقل شده‌است که نشان‌دهنده درجه اعتبار و شهرت این حدیث در میان اهل سنت است. لذا برخی از بزرگان اهل سنت در موردش گفته‌اند: «این حدیث در میان گذشتگان مشهور و یکی از روایاتی است که معصومین از پدران مطهر خود نقل کرده‌اند و از بعضی از محدثان شایسته گذشته آمده‌ که اگر بر دیوانه خوانده شود؛ عافیت یابد.» ابو القاسم قشیری نیز درباره این حدیث می‌گوید: «وقتی این حدیث با سلسله سندش به یکی از شاهان سامانی رسید؛ دستور داد که حدیث را با طلا بنویسند و هنگام مرگ با او دفن کنند.» 